# Associazione Calcio Femminile Firenze 2006-2007
Questa voce raccoglie le informazioni riguardanti l'Associazione Calcio Femminile Firenze nelle competizioni ufficiali della stagione 2006-2007.

## Divise e sponsor
Lo sponsor principale era Il Gioiello.

## Organigramma societario
Tratto dal sito Football.it.
Area amministrativa
- Presidente: Luciano Bagni
- Segretario Generale: Andrea Leoni

Area tecnica
- Allenatore: Francesco Ciolli

## Rosa
Rosa e ruoli tratti dal sito Football.it.
| N. |                   | Ruolo | Calciatrice        |
| -- | ----------------- | ----- | ------------------ |
|    | Italia (bandiera) | P     | Ilaria Leoni       |
|    | Italia (bandiera) | D     | Eleonora Benucci   |
|    | Italia (bandiera) | D     | Eleonora Binazzi   |
|    | Italia (bandiera) | D     | Elena Bruno        |
|    | Italia (bandiera) | D     | Elisa Lucherini    |
|    | Italia (bandiera) | D     | Simona Parrini     |
|    | Italia (bandiera) | D     | Martina Pitzus     |
|    | Italia (bandiera) | D     | Olivia Pizzirani   |
|    | Italia (bandiera) | C     | Alessandra Barreca |
|    | Italia (bandiera) | C     | Olga Gori          |

| N. |                   | Ruolo | Calciatrice         |
| -- | ----------------- | ----- | ------------------- |
|    | Italia (bandiera) | C     | Alia Guagni         |
|    | Italia (bandiera) | C     | Martina Manetti     |
|    | Italia (bandiera) | C     | Daria Nannelli      |
|    | Italia (bandiera) | C     | Giulia Orlandi      |
|    | Italia (bandiera) | C     | Serena Patu         |
|    | Italia (bandiera) | C     | Elisabet Spina      |
|    | Italia (bandiera) | C     | Valentina Rosini    |
|    | Italia (bandiera) | A     | Francesca Baglieri  |
|    | Italia (bandiera) | A     | Sara Colzi          |
|    | Italia (bandiera) | A     | Alessandra Nencioni |

## Calciomercato

### Sessione estiva
|  |

| Cessioni | Cessioni            | Cessioni | Cessioni   |
| R.       | Nome                | a        | Modalità   |
| -------- | ------------------- | -------- | ---------- |
| C        | Priscilla Del Prete | Agliana  | definitivo |

### Sessione invernale
|  |

|  |

## Risultati

### Serie A

#### Girone di andata
| Arbitro: | Perroni (???) |

|            |           |  |
| Ceroni 84’ | Marcatori |  |

| Arbitro: | Edoardo Raspollini (Livorno) |

|  |           |                         |
|  | Marcatori | 61’ Boni 72’ Gabbiadini |

| Arbitro: | John Michael Minghini (Ferrara) |

|             |           |                              |
| Zanetti 46’ | Marcatori | 62’ Baglieri 90’ (rig.) Patu |

| Arbitro: | Simone Panizzi (Città di Castello) |

|  |           |                              |
|  | Marcatori | 11’ (rig.) Serra 16’ Marsico |

| Arbitro: | Henry Gullini (Milano) |

|                                                  |           |                                     |
| Vicchiarello 18’ (rig.), 77’ (rig.) Rosciani 62’ | Marcatori | 34’ Guagni 45’, 78’ (rig.) Baglieri |

| Arbitro: | Riccardo Fogliano (Perugia) |

|  |           |            |
|  | Marcatori | 85’ Dudine |

| Arbitro: | Alessio Tassan (Pordenone) |

|                  |           |              |
| Brumana 17’, 50’ | Marcatori | 55’ Nencioni |

| Arbitro: | Garcia Michael Fabbri (Ravenna) |

|             |           |                        |
| Barreca 68’ | Marcatori | 50’ (rig.) Di Costanzo |

| Arbitro: | Diego Ricaldoni (Mantova) |

|                                            |           |  |
| Manieri 24’ Bruno 26’ Pasqui 51’ Gueli 72’ | Marcatori |  |

| Almenno San Salvatore 13 gennaio 2007 10ª giornata | Atalanta                 | 0 – 0 referto | Firenze | Centro sp. com. pol. F.lli Pedretti\| Arbitro: \| Andrea Riccardi (Novara) \| |
| Arbitro:                                           | Andrea Riccardi (Novara) |               |         |                                                                               |

| Arbitro: | Antonio Quitadamo (Modena) |

|                |           |                     |
| Colzi 51’, 68’ | Marcatori | 28’ Ricco 76’ Conti |

#### Girone di ritorno
| Arbitro: | Daniele Martinelli (Roma 2) |

|  |           |            |
|  | Marcatori | 5’ Gazzoli |

| Arbitro: | John Michael Minghini (Ferrara) |

|                           |           |                 |
| Motta 22’ Panico 56’, 93’ | Marcatori | 54’ (rig.) Patu |

| Arbitro: | Manuele Verdenelli (Foligno) |

|               |           |  |
| Lucherini 11’ | Marcatori |  |

| Reggio nell'Emilia 24 febbraio 2007 15ª giornata | Reggiana                  | 0 – 0 referto | Firenze | Stadio comunale Mirabello\| Arbitro: \| Simone Aversano (Treviso) \| |
| Arbitro:                                         | Simone Aversano (Treviso) |               |         |                                                                      |

| Arbitro: | Riccardo Davì (Bologna) |

|                           |           |           |
| Baglieri 5’, 78’ Gori 73’ | Marcatori | 6’ Ramera |

| Arbitro: | Diego Bruno (Torino) |

|  |           |              |
|  | Marcatori | 89’ Baglieri |

| Arbitro: | Simone Panizzi (Città di Castello) |

|                                                                       |           |             |
| Barreca 4’, 71’ Patu 13’ Guagni 39’ Gori 73’ Nencioni 86’ Orlandi 91’ | Marcatori | 19’ Brumana |

| Arbitro: | Marco Fabbrini (Livorno) |

|                        |           |                                |
| Marchesi 11’ Fadda 77’ | Marcatori | 13’ Guagni 76’ (aut.) Marchesi |

| Arbitro: | Luigi Rossi (Foligno) |

|                            |           |                                      |
| Guagni 30’ Patu 78’ (rig.) | Marcatori | 33’ Zorri 44’, 71’ Gueli 59’ Fuselli |

| Arbitro: | Riccardo Davì (Bologna) |

|             |           |  |
| Orlandi 62’ | Marcatori |  |

| Arbitro: | Matteo Nurchi (Alghero) |

|                             |           |                      |
| Crespi 9’ Iannella 57’, 75’ | Marcatori | 12’ Patu 67’ Barreca |

### Coppa Italia
| Pisa 10 settembre 2006 Primo turno Serie A e Serie A2, Girone 5 - 1º turno                    | Pisa      | 2 – 3 referto                   | Firenze |  |
| \| \| \| \| \| Pallotti 10’ Cei 81’ (rig.) \| Marcatori \| 25’ Colzi 74’ Patu 79’ Baglieri \| |           |                                 |         |  |
|                                                                                               |           |                                 |         |  |
| Pallotti 10’ Cei 81’ (rig.)                                                                   | Marcatori | 25’ Colzi 74’ Patu 79’ Baglieri |         |  |

| Arbitro: | Marco Fabbrini (Livorno) |

|              |           |  |
| Baglieri 25’ | Marcatori |  |

| Arbitro: | Pieralsi (Jesi) |

|  |           |          |
|  | Marcatori | 48’ Pini |

| Firenze 28 ottobre 2006 Primo turno Serie A e Serie A2, Girone 5 - 4º turno            | Firenze   | 3 – 2 referto              | Pisa | Imp. sp. San Marcellino |
| \| \| \| \| \| Barreca 4’ Colzi 43’, 2t’ \| Marcatori \| 2t’ Pallotti 73’ D'Alescio \| |           |                            |      |                         |
|                                                                                        |           |                            |      |                         |
| Barreca 4’ Colzi 43’, 2t’                                                              | Marcatori | 2t’ Pallotti 73’ D'Alescio |      |                         |

| Rovezzano, Firenze 5 novembre 2006 Primo turno Serie A e Serie A2, Girone 5 - 5º turno  | Rovezzano 90 | 1 – 4 referto                          | Firenze |  |
| \| \| \| \| \| Migliorini 16’ \| Marcatori \| 16’, 36’ Barreca 22’ Baglieri 79’ Gori \| |              |                                        |         |  |
|                                                                                         |              |                                        |         |  |
| Migliorini 16’                                                                          | Marcatori    | 16’, 36’ Barreca 22’ Baglieri 79’ Gori |         |  |

| Arbitro: | Luca Cornazzani (Bologna) |

|                           |           |           |
| Ugolini 30’ Ciardelli 52’ | Marcatori | 2t’ Colzi |

## Statistiche

### Statistiche di squadra
| Competizione | Punti | In casa | In casa | In casa | In casa | In casa | In casa | In trasferta | In trasferta | In trasferta | In trasferta | In trasferta | In trasferta | Totale | Totale | Totale | Totale | Totale | Totale | DR |
| Competizione | Punti | G       | V       | N       | P       | Gf      | Gs      | G            | V            | N            | P            | Gf           | Gs           | G      | V      | N      | P      | Gf     | Gs     | DR |
| ------------ | ----- | ------- | ------- | ------- | ------- | ------- | ------- | ------------ | ------------ | ------------ | ------------ | ------------ | ------------ | ------ | ------ | ------ | ------ | ------ | ------ | -- |
| Serie A      | 24    | 11      | 4       | 2       | 5       | 16      | 16      | 11           | 2            | 4            | 5            | 12           | 19           | 22     | 6      | 6      | 10     | 28     | 35     | -7 |
| Coppa Italia | -     | 3       | 2       | 0       | 1       | 4       | 3       | 3            | 2            | 0            | 1            | 8            | 5            | 6      | 4      | 0      | 2      | 12     | 8      | +4 |
| Totale       | -     | 14      | 6       | 2       | 6       | 20      | 19      | 14           | 4            | 4            | 6            | 20           | 24           | 28     | 10     | 6      | 12     | 40     | 43     | -3 |

### Statistiche delle giocatrici
| Giocatore    | Serie A  | Serie A | Serie A     | Serie A    | Coppa Italia | Coppa Italia | Coppa Italia | Coppa Italia | Totale   | Totale | Totale      | Totale     |
| Giocatore    | Presenze | Reti    | Ammonizioni | Espulsioni | Presenze     | Reti         | Ammonizioni  | Espulsioni   | Presenze | Reti   | Ammonizioni | Espulsioni |
| ------------ | -------- | ------- | ----------- | ---------- | ------------ | ------------ | ------------ | ------------ | -------- | ------ | ----------- | ---------- |
| F. Baglieri  | 19       | 6       | 0           | 0          | 6            | 3            | ?            | 1            | 25       | 9      | 0+          | 1          |
| F. Baldini   | -        | -       | -           | -          | ?            | 0            | ?            | ?            | 0+       | 0      | 0+          | 0+         |
| A. Barreca   | 22       | 4       | 1           | 0          | ?            | 3            | ?            | ?            | 22+      | 7      | 1+          | 0+         |
| E. Benucci   | 21       | 0       | 2           | 1          | ?            | 0            | ?            | ?            | 21+      | 0      | 2+          | 1+         |
| E. Binazzi   | 4        | 0       | 0           | 0          | ?            | ?            | ?            | ?            | 4+       | 0+     | 0+          | 0+         |
| E. Bruno     | 19       | 0       | 4           | 0          | ?            | 0            | ?            | ?            | 19+      | 0      | 4+          | 0+         |
| L. Casini    | -        | -       | -           | -          | ?            | 0            | ?            | ?            | 0+       | 0      | 0+          | 0+         |
| S. Colzi     | 22       | 2       | 0           | 0          | ?            | 4            | ?            | ?            | 22+      | 6      | 0+          | 0+         |
| O. Gori      | 20       | 1       | 3           | 0          | ?            | 1            | ?            | ?            | 20+      | 2      | 3+          | 0+         |
| A. Guagni    | 22       | 4       | 1           | 0          | ?            | 0            | ?            | ?            | 22+      | 4      | 1+          | 0+         |
| I. Leoni     | 22       | -35     | 0           | 0          | ?            | -?           | ?            | ?            | 22+      | -35+   | 0+          | 0+         |
| E. Lucherini | 18       | 1       | 0           | 0          | ?            | 0            | ?            | ?            | 18+      | 1      | 0+          | 0+         |
| M. Manetti   | 1        | 0       | 0           | 0          | ?            | ?            | ?            | ?            | 1+       | 0+     | 0+          | 0+         |
| D. Nannelli  | 9        | 0       | 0           | 0          | ?            | 0            | ?            | ?            | 9+       | 0      | 0+          | 0+         |
| A. Nencioni  | 14       | 2       | 1           | 0          | ?            | 0            | ?            | ?            | 14+      | 2      | 1+          | 0+         |
| G. Orlandi   | 21       | 2       | 1           | 0          | ?            | 0            | ?            | ?            | 21+      | 2      | 1+          | 0+         |
| S. Parrini   | 2        | 0       | 0           | 0          | ?            | ?            | ?            | ?            | 2+       | 0+     | 0+          | 0+         |
| S. Patu      | 20       | 5       | 5           | 1          | ?            | 0            | 1            | ?            | 20+      | 5      | 6           | 1+         |
| M. Pitzus    | 20       | 0       | 2           | 1          | ?            | 0            | ?            | ?            | 20+      | 0      | 2+          | 1+         |
| O. Pizzirani | 2        | 0       | 0           | 0          | ?            | 0            | ?            | ?            | 2+       | 0      | 0+          | 0+         |
| E. Spina     | 22       | 0       | 2           | 0          | ?            | 0            | ?            | ?            | 22+      | 0      | 2+          | 0+         |
| K. G. Strada | -        | -       | -           | -          | ?            | 0            | ?            | ?            | 0+       | 0      | 0+          | 0+         |